# HD 142415
HD 142415 é uma estrela na constelação de Norma. Tem uma magnitude aparente visual de 7,33, portanto não é visível a olho nu. Com base em medições de paralaxe, do segundo lançamento do catálogo Gaia, está localizada a uma distância de 116 anos-luz (35,6 parsecs) da Terra.
Esta é uma estrela de classe G da sequência principal com um tipo espectral de G1V, sendo similar ao Sol porém um pouco maior e mais brilhante. Estima-se que tenha uma massa 10% superior à massa solar e um raio 4% maior que o do solar. Está irradiando 116% da luminosidade solar de sua fotosfera a uma temperatura efetiva de 5 870 K. Com uma idade estimada de 1,6 bilhões de anos, esta estrela tem um nível moderado de atividade cromosférica e um período de rotação de cerca de 10 dias. Sua metalicidade é significativamente superior à solar, com uma abundância de ferro 62% maior que a do Sol.
Em 2004, foi publicada a descoberta de um planeta extrassolar orbitando HD 142415, detectado pelo método da velocidade radial a partir de observações do espectrógrafo CORALIE. Esse planeta é um gigante gasoso com uma massa mínima de 1,62 vezes a massa de Júpiter, orbitando a estrela a uma distância média de 1,05 UA com um período de 386 dias. O espaço de tempo perto do mínimo da curva de velocidade radial não possui observações, o que significa que a excentricidade orbital do planeta não é conhecida, podendo ser entre 0,2 e 0,8. Um valor arbitrário de 0,5 foi escolhido para a criação da solução final.
| Planeta | Massa    | Semieixo maior (UA) | Período orbital (dias) | Excentricidade |
| ------- | -------- | ------------------- | ---------------------- | -------------- |
| b       | >1,62 MJ | 1,05                | 386,3 ± 1,6            | 0,5            |